# 景美會元洞清水祖師廟
景美會元洞清水祖師廟，俗稱興福祖師廟、萬隆祖師廟、會元祖師廟，址為臺北市文山區興福里興隆路2段22巷9弄4號，由捷運萬隆站步行約850公尺，是一座主奉清水祖師的臺灣民間信仰廟宇，混合釋、道。每逢農曆正月初六祖師誕辰祭典時，廟會盛況，里巷沸騰。一樓奉祀檀越主許家歷代先人，二樓奉祀清水祖師。

## 沿革
清高宗乾隆54年（1789年），福建省泉州府安溪縣人士許標重、許標性堂兄弟渡海來臺，奉請故鄉會元洞坂頂宮（在今安溪縣城厢镇墩坂村）之清水祖師、（保儀大夫許遠）等神，至今日景美興福里開墾，遂建廟奉祀，以求平安順利。後成為里民信仰中心，屢屢修建，廟貌煌燦。